# Олимпийский комитет Камбоджи
Национальный олимпийский комитет Камбоджи (кхмер. គណៈកម្មាធិការជាតិអូឡាំពិកកម្ពុជា) — организация, представляющая Камбоджу в международном олимпийском движении. Основан в 1983 году; зарегистрирован в МОК в 1994 году.
Штаб-квартира расположена в Пномпене. Является членом Международного олимпийского комитета, Олимпийского совета Азии и других международных спортивных организаций. Осуществляет деятельность по развитию спорта в Камбодже.